# Gift (Band)

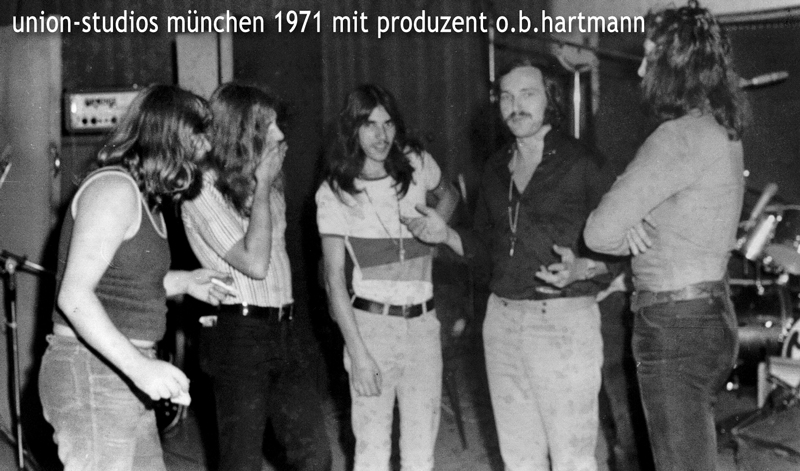
Die Bandmitglieder mit ihrem Produzenten O. B. Hartmann in den Union Studios in München (1971).

Gift (Eigenschreibweise: GIFT) ist eine deutsche Rockband.

## Geschichte
Die Band entstand 1969 aus der Augsburger Schülerband Phallus Dei. Der Münchener Produzent Otto Hartmann nahm die Band unter Vertrag. Das erste Album GIFT wurde 1971 in den Union Studios in München eingespielt und von Teldec veröffentlicht.
Es folgte zwei Jahre später das zweite Album, Blue Apple, welches in den hauseigenen Studios der Plattenfirma in Hamburg aufgenommen wurde.
Die Band trat im Fernsehen und auf Konzerten in Deutschland auf, darunter das German Rock Super Concert 1973 mit allen Vertretern der damaligen Krautrock-Szen in der Frankfurter Festhalle vor 6000 Zuhörern, gesponsert von Bravo.
Die Band löste sich 1974 auf.
Im Jahr 2013 versuchten Bandmitglieder für die TV-Show Millionärswahl auf ProSieben ein Comeback, schieden als Vorletzter jedoch früh aus.

## Diskografie
- 1972: GIFT (Album, Teldec)
- 1974: Blue Apple (Album, Teldec)
- 1974: Got to Find a Way (Single, Teldec)
- 1994: GIFT / Blue Apple (Doppel-CD, east-west records)

## Werdegang der Mitglieder
Rainer Baur gründete 1974 die Variety-Band Music Circus. Die Band war monatsweise in Clubs und Hotels europaweit engagiert. 1990 gründete Baur eine DJ- und Musiker-Vermittlungsagentur.
Helmuth Treichel wurde nach Auflösung der Band Mitglied verschiedener Gruppen (Route 66, Cor, Mephisto, Walrus), beendete seine aktive Musikerkarriere 1997 und lebt seitdem als Wissenschaftler (Mikroelektronik und Photovoltaik) in Kalifornien.
Uwe Patzke hatte die Band Phallus Dei im Jahre 1969 mitbegründet, damals war er Kunststudent. Nach Auflösung der Gruppe Gift arbeitete er in der Werbebranche. Anschließend war er als 3D-Bildhauer, 3D-Designer, Fotograf und Künstler tätig.